# Terrapins du Maryland
Pour les articles homonymes, voir Terrapin.
Terrapins du Maryland (en anglais : Maryland Terrapins) est le nom donné au club omnisports universitaire se référant aux équipes sportives tant féminines que masculines de l'université du Maryland. Ses équipes participent aux compétitions universitaires organisées par la National Collegiate Athletic Association au sein de sa Division I et en tant que membre depuis 2014 de la Big Ten Conference. Auparavant, elles avaient été membres de la Southern Conference (SEC) (1921-1953) et de l'Atlantic Coast Conference (1953-2014).
La plus fameuse équipe des Terrapins est celle de basket-ball. Les équipes masculines et féminines jouent au Xfinity Center, salle de 17 950 places inaugurée le 11 octobre 2002. Les garçons ont gagné le titre de conférence ACC en 1958, 1984 et 2004 et enlevé le titre national NCAA en 2002. Les féminines ont gagné le titre national NCAA en 2006.
L'équipe de football américain évolue dans la NCAA Division I FBS. Elle a remporté le titre national en 1953 et huit titres de conférence ACC (1955, 1974, 1975, 1976, 1983, 1984, 1985 et 2001). Maryland évolue au Maryland Stadium, enceinte de 51 802 places inaugurée le 30 septembre 1950. L'équipe développe une rivalité avec la Navy dénommée Crab Bowl Classic.
L'équipe masculine de crosse au champ a gagné le titre national NCAA en 1973, 1975 et 2017 tandis que les footballeurs masculins ont remporté le titre national NCAA en 2005.

## Palmarès
L'université du Maryland a remporté 31 titres nationaux dont 26 comme membre de l'Atlantic Coast Conference :
- Champion NCAA de crosse masculine (3) : 1973, 1975, 2017 ;
- Champion NCAA de crosse féminine (14) : 1986, 1992, 1995, 1996, 1997, 1998, 1999, 2000, 2001, 2010, 2014, 2015, 2017, 2019 ;
- Champion NCAA de hockey sur gazon féminin (8) : 1987, 1993, 1999, 2005, 2006, 2008, 2010, 2011 ;
- Champion NCAA de soccer masculin (4) : 1968 (co-champions), 2005, 2008, 2018 ;
- Champions NCAA de basket-ball masculin (1): 2002 ;
- Champions NCAA de basket-ball féminin (1) : 2006.

23 autres titres n'ont pas été reconnus par la NCAA :
- Champion NCAA de crosse masculine (9): 1928, 1936, 1937, 1939, 1940, 1955, 1956, 1959, 1967
- Champion NCAA de crosse féminine (1): 1981
- Champion NCAA de soccer masculin (1) : 1953
- Championnat NCAA de tir masculin (4): 1947, 1949, 1953, 1954
- Championnat NCAA de tir féminin (1): 1932
- Championnat de Cheerleading (7): 1999, 2006, 2007, 2008, 2009, 2010, 2013

## Identité visuelle

Le drapeau de Maryland.